# インペラトリス (2018年生の競走馬)
インペラトリス（Imperatriz、2018年8月16日 - ）は、ニュージーランドの競走馬。
主な勝ち鞍は2022年のレヴィンクラシック、ブリーダーズステークス、2023年のレイルウェイステークス、ワイカトスプリント、ウィリアムリードステークス、モイアステークス、マニカトステークス、チャンピオンズスプリント、2024年のブラックキャビアライトニング、ウィリアムリードステークス。

## 概要

### 2歳（2020/2021年シーズン）
11月27日にオタキ競馬場にてデビューして初勝利を挙げる。
年が明けて1月1日のエクリプスステークス(G2)に出走してグループ競走初制覇を果たす。

### 3歳（2021/2022年シーズン）
9月4日のノースランドブリーダーズステークス(G3)から始動して勝利してグループ競走2勝目。9月23日のゴールドトレイルステークス(G3)を3着。10月26日のソリロキーステークス(G3)を制してグループ競走3勝目を挙げた。
その後は11月13日のニュージーランド1000ギニー(G1)に1番人気で出走するも、後方から追い込むも届かずにザパーフェクトピンクの4着に敗れた。
2月4日のアルマンゾルステークス(G3)から始動して2着に入る。続いて2月28日のリサチティックプレートに出走して勝利を挙げた。
3月19日のレヴィンクラシック(G1)では1番人気で出走。馬場の中央から突き抜けてG1初制覇を果たした。
続いて4月16日のブリーダーズステークス(G1)では好位の3番手に付けると、直線半ばから先頭に立って後続との差を広げて5馬身差の圧勝で2度目のG1制覇を飾った。

### 4歳（2022/2023年シーズン）
8月8日のケリケリカップから始動して勝利。続いて8月28日のフォックスブリッジステークス(G2)も勝利した。
9月14日のチャレンジステークス(G1)では1番人気の支持を受けるもダークデストロイヤーの4着。10月8日のウィンザーパークプレート(G1)でも1番人気となるも8着に敗れた。
1月1日のレイルウェイステークス(G1)では3番人気での出走。後方から馬群を中を通って進出して粘り込みを図るバビロンベルリンを0.2馬身差で交わしてG1・3勝目を挙げた。
続いて1月21日のウェストバリークラシック(G2)に単勝オッズ1.5倍の圧倒的な支持を集めての出走。好位から抜群の手応えで捩じ伏せて勝利を収めた。
2月11日のワイカトスプリント(G1)では中団追走から前で粘るバビロンベルリンをあっさり交わしてそのまま突き放して決着。4馬身半差の圧勝で4度目のG1制覇を飾った。
その後は3月4日オーストラリアのカンタベリーステークス(G1)に出走して2番手から押し切りを図るも、中団から末脚を炸裂させたアルトーリアスに差し切られてしまい0.15馬身差の2着に敗れた。
3月24日のウィリアムリードステークス(G1)では1番人気で出走。後方待機から道中で外から少しずつ位置取りを上げていき3番手で直線へ向かう。残り150m付近で先頭に立つと後方から追い上げるベラニポティナを1馬身差で退けて5度目のG1制覇を果たした。

### 5歳（2023/2024年シーズン）
9月9日のマクエウェンステークス(G2)から始動。後方2番手で追走して最後方から先に捲ったギガキックを捲り返して2着ロスファイアに2馬身半差の快勝。勝ち時計は従来のトラックレコードを0秒16更新した。
9月29日のモイアステークス(G1)では1番人気で出走。後方2番手から最終コーナーで大外を通って進出。直線では鋭い伸びを発揮して、先に抜け出していたアスフォーラを捕らえて1.25馬身差の快勝。人気に応えてG1・6勝目を挙げた。
10月28日のマニカトステークス(G1)では単勝オッズ1.40倍という圧倒的な支持を受けて出走。好発馬を切って先頭に立ち後続を牽引。残り500mで後続勢の騎手の腕が動き始めるも、それを尻目に楽々と加速。最終コーナー手前で鞍上が軽く気合いを付けると後続との差を広げて、最後は流す余裕を見せながらも2着アイアムミーに3.25馬身差を付けて決着。7度目のG1制覇を逃げ切り圧勝で決めた。
11月11日のチャンピオンズスプリント(G1)も1番人気で出走。中央から外埒沿いに固まった馬群で追走。そこから真っ直ぐに抜け出して、後方からブエノスノーチェスが追い上げてくるも余力十分に振り切って0.5馬身差で制した。8度目のG1制覇であり、ウィリアムリードステークスから5連勝となった。陣営はレース後、6歳シーズンはイギリス遠征を行うことを表明している。
2月17日のブラックキャビアライトニング(G1)では単勝オッズ1.60倍の圧倒的1番人気で出走。プライベートアイと並ぶ形で後続を牽引。そのまま2頭で抜け出すと最後は0.2馬身差で下して9度目のG1制覇。G1競走4連勝を含む6連勝とした。
続いて3月9日のニューマーケットハンデキャップ(G1)に出走。トップハンデ58kgを背負いながらも1番人気の支持を集めた。2つの馬群に分かれる展開となり、馬場の三分所を通って先行。残り400mのところで先頭に立って押し切りを図るも、最軽量ハンデ51.5kgのシリンダーに差し切られてしまい1.25馬身差の2着。競走後に運動誘発性肺出血を発症していることが判明した。幸い翌日には元気な姿を見せて、鼻出血は競走馬がレース後によく見せる程度であるものであった。
獣医検査も問題なく無事に通過して、3月23日のウィリアムリードステークス(G1)では1番人気で出走。五分の発馬を決めると7番手に付けて追走。中間点のところで動き始めるて先頭争いの3頭に外から並び掛けて直線に進入。早々と抜け出して背後から追い縋るジョニーロッカーの追撃を振り切って0.2馬身差で勝利。前走の敗戦から巻き返して、ウィリアムリードステークス連覇と10度目のG1制覇を達成した。管理するウォーカーは「少し安心した。全てのG1をここで開催してほしいよ」とムーニーバレー競馬場とインペラトリスの相性の良さを誇った。
その後は4月6日のTJスミスステークス(G1)に3.5倍の1番人気で出走するも、混戦に後れを取ってチェーンオブライトニングの4着に敗れた。
ニュージーランドへ帰国後に獣医師から引退を勧められたことにより、同馬を所有するテアカウレーシングは引退を表明して繁殖入りが決まった。

## 血統表
| インペラトリスの血統         | インペラトリスの血統              | インペラトリスの血統      | （血統表の出典）          | （血統表の出典）   |
| 父系                         | ダンジグ系                        | ダンジグ系                | ダンジグ系                |                    |
| 父 I Am Invincible 鹿毛 2004 | 父の父Invincible Spirit 鹿毛 1997 | Green Desert              | Danzig                    | Danzig             |
| 父 I Am Invincible 鹿毛 2004 | 父の父Invincible Spirit 鹿毛 1997 | Green Desert              | Foreign Courier           |                    |
| 父 I Am Invincible 鹿毛 2004 | 父の父Invincible Spirit 鹿毛 1997 | Rafha                     | Kris                      | Kris               |
| 父 I Am Invincible 鹿毛 2004 | 父の父Invincible Spirit 鹿毛 1997 | Rafha                     | Eljazzi                   |                    |
| 父 I Am Invincible 鹿毛 2004 | 父の母Cannarelle 鹿毛 1998        | Canny Lad                 | Bletchingly               | Bletchingly        |
| 父 I Am Invincible 鹿毛 2004 | 父の母Cannarelle 鹿毛 1998        | Canny Lad                 | Jesmond Lass              |                    |
| 父 I Am Invincible 鹿毛 2004 | 父の母Cannarelle 鹿毛 1998        | Countess Pedrille         | Zoffany                   | Zoffany            |
| 父 I Am Invincible 鹿毛 2004 | 父の母Cannarelle 鹿毛 1998        | Countess Pedrille         | Sister Pedrille           |                    |
| 母 Berimbau 黒鹿毛 2011      | 母の父Shamardal 鹿毛 2002         | Giant's Causeway          | Storm Cat                 | Storm Cat          |
| 母 Berimbau 黒鹿毛 2011      | 母の父Shamardal 鹿毛 2002         | Giant's Causeway          | Mariah's Storm            |                    |
| 母 Berimbau 黒鹿毛 2011      | 母の父Shamardal 鹿毛 2002         | Helsinki                  | Machiavellian             | Machiavellian      |
| 母 Berimbau 黒鹿毛 2011      | 母の父Shamardal 鹿毛 2002         | Helsinki                  | Helen Street              |                    |
| 母 Berimbau 黒鹿毛 2011      | 母の母Percussive 栗毛 2005        | Encosta de Lago           | Fairy King                | Fairy King         |
| 母 Berimbau 黒鹿毛 2011      | 母の母Percussive 栗毛 2005        | Encosta de Lago           | Shoal Creek               |                    |
| 母 Berimbau 黒鹿毛 2011      | 母の母Percussive 栗毛 2005        | So Striking               | Pre Emptive Strike        | Pre Emptive Strike |
| 母 Berimbau 黒鹿毛 2011      | 母の母Percussive 栗毛 2005        | So Striking               | Madayao                   |                    |
| 母系(F-No.)                  | Belgrade Turk Mare(FN:22)         | Belgrade Turk Mare(FN:22) | Belgrade Turk Mare(FN:22) |                    |
| 5代内の近親交配              | Northern Dancer：S5×M5            | Northern Dancer：S5×M5    | Northern Dancer：S5×M5    | [ § 2 ]            |
| 出典                         | 1. 2.                             | 1. 2.                     | 1. 2.                     | 1. 2.              |